# Kasper Bjørke
Kasper Bjørke er en dansk dj, producer og remixer, der bl.a. har produceret musik sammen med Anders Trentemøller
Kasper Bjørke har tidligere haft succes i disco-house-duoen Filur sammen med Tomas Barfod (WhoMadeWho). Filur har tidligere hittet med numre som "It's Alright", "I Want You" og "You And I" feat. Pernille Rosendahl.
Bjørke udsendte sit første soloalbum, In Gumbo, i 2007, hvorfra singlerne "Back And Spine" og "Doesn’t Matter" kom i rotation på P3. Albummet trak på elementer fra bl.a. rave-rock, disco, psychedelica, house, techno og electro og blev gæstet af navne som Blake (tidligere medlem af Gus Gus), islandske FM Belfast, JaConfetti og amerikanske The Pierces.
Andet album Standing On Top Of Utopia er på gaden den 1. februar 2010. Første single "Young Again" er en moderne disco-popsang, hvor vokalen leveres af forsangeren i bandet I Got You On Tape, Jacob Bellens, som også har forfattet nummerets tekst. Desuden har Kasper Bjørke indhentet udenlandske kræfter til at bistå tilblivelsen af musikken og har således fået assistance af den italienske komponist Davide Rossi, som står for singlens strygerarrangement.
Derudover medvirker også Jón Atli Helgason (Hairdoctor), Anders Christophersen (Balstyrko, Melk) og Dannis Young (Liquid Liquid) på nummeret.
Den 1. april 2012 udkom Bjørkes tredje studiealbum Fool. Dermed udkom albummet på dagen som kaldes Fools day i England, dagen som herhjemme er kendt for Aprilsnar. Albummet er opdelt i to dele: A-siden Hungry side, og B-siden Foolish side. Musikbladet GAFFA krediterede Fool med fire stjerner.

## Diskografi
som Filur
- Exciting Comfort (2000)
- Deepley Superficial (2002)
- Peace (2003)
- Into the Wasteland (2006)
- In Retroprospect (2009)
- Faces (2011)

som Kasper Bjørke
- In Gumbo (2007)
- Standing On Top Of Utopia (2010)
- Fool (2012)
- Remix Crusades (2013)
- After Forever (2014)